# P2P-DESTROYER
P2P-DESTROYERは、捏造ファイルを生成するためのアプリケーション(ソフトウェア)。
元々Winny等のファイル交換ソフトでの違法行為を抑制するために開発されたとされる。
同様に捏造ファイルを生成するアプリとしてはねつ造くんあたりが有名であるが、ねつ造くんはzip、rarなどの圧縮系の拡張子のみ生成できるのと、中身が空のファイル(通称ゴミファイル)のみ生成できるが、
本ソフトではあらゆる拡張子に対応し、また通常の空ファイル生成の他に元となるファイル(実装ファイル)を忍び込ませて任意のファイルサイズに生成できる機能がある。
しかしこの機能が仇となりavi等の動画ファイルに偽装したウイルス(原田ウイルスが有名)等が発生し巨大掲示板の2ちゃんねる上等で話題となった。
2008年1月27日に、原田ウイルス作成者がこのアプリの作者である可能性が高いことが報道された。